# Кенколат
Кенкола́т (каз. Кеңқолат) — село у складі Аягозького району Абайської області Казахстану. Входить до складу Минбулацького сільського округу.
Населення — 123 особи (2021; 198 у 2009, 371 у 1999, 483 у 1989).
Національний склад станом на 1989 рік:
- казахи — 100 %